# Élections sénatoriales de 2014 en Guyane
Les élections sénatoriales de 2014 en Guyane ont lieu le dimanche 28 septembre. Elles ont pour but d'élire les deux sénateurs représentant le département au Sénat pour un mandat de six années.

## Rappel des résultats de 2008
| Candidat et parti politique | Candidat et parti politique | Candidat et parti politique | Premier tour | Premier tour | Second tour | Second tour |
| Candidat et parti politique | Candidat et parti politique | Candidat et parti politique | Voix         | %            | Voix        | %           |
| --------------------------- | --------------------------- | --------------------------- | ------------ | ------------ | ----------- | ----------- |
|                             | Jean-Étienne Antoinette     | Walwari                     | 161          | 46,94        | 168         | 50,76       |
|                             | Georges Patient             | PSG                         | 150          | 43,73        | 149         | 45,02       |
|                             | Georges Othily              | FDG                         | 110          | 32,07        | 94          | 28,40       |
|                             | Léon Bertrand               | UMP                         | 95           | 27,70        | 93          | 28,10       |
|                             | Hélène Sirder               | UMP                         | 79           | 23,03        | Retrait     | Retrait     |
|                             | Alain Chaumet               | DVD                         | 38           | 11,08        | 21          | 6,34        |
|                             |                             |                             |              |              |             |             |
| Inscrits                    | Inscrits                    | Inscrits                    | 358          | 100,00       | 358         | 100,00      |
| Abstentions                 | Abstentions                 | Abstentions                 | 8            | 2,23         | 18          | 5,03        |
| Votants                     | Votants                     | Votants                     | 350          | 97,77        | 340         | 94,97       |
| Blancs et nuls              | Blancs et nuls              | Blancs et nuls              | 7            | 2,00         | 9           | 2,65        |
| Exprimés                    | Exprimés                    | Exprimés                    | 343          | 98,00        | 331         | 97,35       |

## Sénateur sortant
| Sénateur | Sénateur                | Parti   | Fonctions lors de l'élection en 2008 |
| -------- | ----------------------- | ------- | ------------------------------------ |
|          | Jean-Etienne Antoinette | Walwari | Conseiller régional, maire de Kourou |
|          | Georges Patient         | PSG     | Maire de Mana                        |

## Présentation des candidats
Les nouveaux représentants sont élus pour une législature de 6 ans au suffrage universel indirect par les grands électeurs du département. En Guyane, les sénateurs sont élus au scrutin majoritaire à deux tours. Ils sont 6 candidats dans le département, chacun avec un suppléant.
| N°  | Candidats | Candidats                 | Parti   | Principales fonctions                     |
| --- | --------- | ------------------------- | ------- | ----------------------------------------- |
| T01 |           | Hubert Contout            | Walwari | Conseiller général                        |
| S01 |           | Marie-Thérèse Abienso     | Walwari | Adjointe au maire de Maripasoula          |
| T02 |           | Georges Patient           | PSG     | Sénateur sortant, maire de Mana           |
| S02 |           | Marie-Laure Phinéra-Horth | PSG     | Maire de Cayenne                          |
| T03 |           | Antoine Karam             | PSG     | Conseiller général                        |
| S03 |           | Sylvie Fati               | PSG     | Adjointe au maire d'Apatou                |
| T04 |           | Jean-Étienne Antoinette   | Walwari | Sénateur sortant                          |
| S04 |           | Josiane Mars              | Walwari | Conseillère municipale de Remire-Montjoly |
| T05 |           | Gamal Hooseinbux          | MoDem   |                                           |
| S05 |           | Daniela Lam-Tou-Kaï Stomp | MoDem   | Conseillère municipale de Saint-Laurent   |
| T06 |           | Jocelin Ho-Tin-Noé        | PSG     | Conseiller régional                       |
| S06 |           | Carol Ostorero            | PSG     | Conseillère régional                      |

## Résultats
| Candidat et parti politique | Candidat et parti politique | Candidat et parti politique | Premier tour | Premier tour | Second tour | Second tour |
| Candidat et parti politique | Candidat et parti politique | Candidat et parti politique | Voix         | %            | Voix        | %           |
| --------------------------- | --------------------------- | --------------------------- | ------------ | ------------ | ----------- | ----------- |
|                             | Georges Patient             | PSG                         | 255          | 56,29        |             |             |
|                             | Antoine Karam               | PSG                         | 142          | 31,35        | 178         | 38,95       |
|                             | Jean-Étienne Antoinette     | Walwari                     | 138          | 30,46        | 133         | 29,10       |
|                             | Hubert Contout              | Walwari                     | 113          | 24,94        | 34          | 7,44        |
|                             | Jocelin Ho-Tin-Noé          | PSG                         | 107          | 23,62        | 112         | 24,51       |
|                             | Gamal Hooseinbux            | MoDem                       | 71           | 15,67        |             |             |
|                             |                             |                             |              |              |             |             |
| Inscrits                    | Inscrits                    | Inscrits                    | 475          | 100,00       | 475         | 100,00      |
| Abstentions                 | Abstentions                 | Abstentions                 | 17           | 3,58         | 7           | 1,47        |
| Votants                     | Votants                     | Votants                     | 458          | 96,42        | 468         | 98,53       |
| Blancs                      | Blancs                      | Blancs                      | 4            | 0,87         | 3           | 0,64        |
| Nuls                        | Nuls                        | Nuls                        | 1            | 0,22         | 8           | 1,71        |
| Exprimés                    | Exprimés                    | Exprimés                    | 453          | 98,91        | 457         | 97,65       |

## Sénateurs élus
| Sénateur | Sénateur        | Parti |
| -------- | --------------- | ----- |
|          | Georges Patient | PSG   |
|          | Antoine Karam   | PSG   |